# 约翰·克格尔

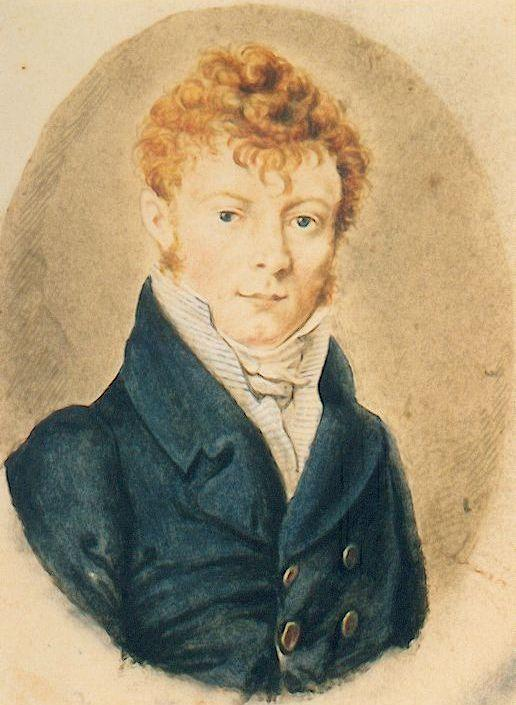
约翰·克格尔

约翰·克格尔  （1784年10月3日—1863年6月25日）是个德国农业科学家。1841年-1847年俄国政府派遣他前往到堪察加半岛作考察。